# Trostjanec (Stryjský rajón)
Trostjanec (ukrajinsky Тростянець) je obec na Ukrajině, ve Lvovské oblasti, ve Stryjském rajónu. Je zde správní centrum Trostjanecké venkovské komunity. V Trostjanci žije okolo 500 obyvatel. Okolo Trostjance vede evropská silnice E471

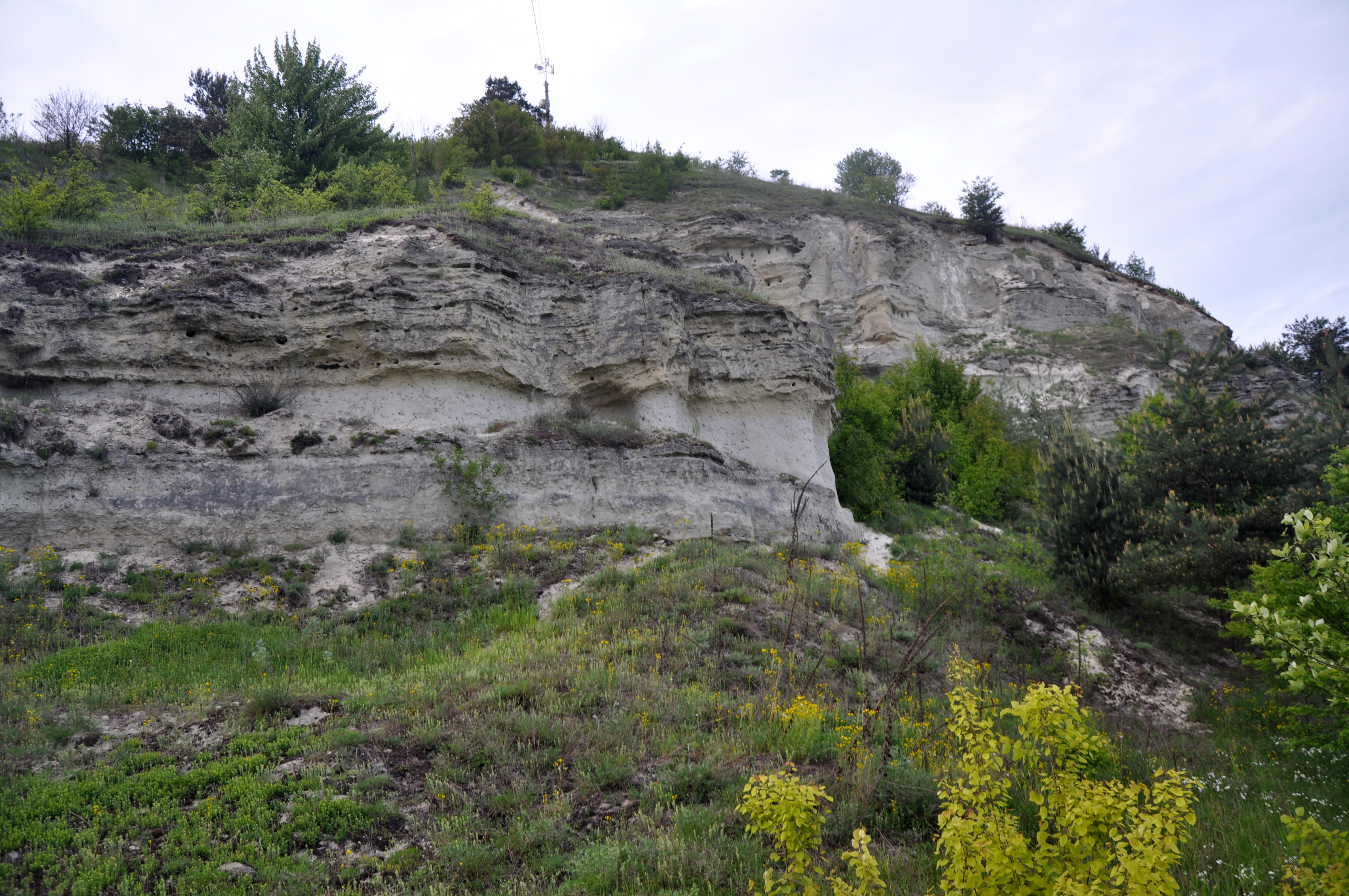
Obnažené vrstvy tortonských pískovců v Trostjanci

V obci se nachází geologická přírodní památka — obnažené vrstvy tortonských pískovců s nahromaděním fosilní tortonské fauny.